# Nástupnictví na úřad prezidenta Uruguaye
Nástupnictví na úřad prezidenta Uruguaye je stanovené pořadí, ve kterém úředníci uruguayské vlády převezmou úřad hlavy státu, pokud úřadující prezident Uruguaye není schopný vykonávat funkci, zemře, odstoupí nebo je z funkce odvolán. Nástupnická linie je stanovena v článku 153 uruguayské ústavy.

## Aktuální pořadí nástupnictví
| Pořadí | Úřad            | Držitel                     | Strana  |
| ------ | --------------- | --------------------------- | ------- |
|        | Prezident       | Luis Alberto Lacalle Pou    | Národní |
| 1      | Viceprezidentka | Beatriz Argimónová          | Národní |
| 2      | Senátorka       | Graciela Bianchiová         | Národní |
| 3      | Senátor         | Sergio Botana               | Národní |
| 4      | Senátorka       | Gloria Rodríguezová Santová | Národní |
| 5      | Senátor         | Jorge Larrañaga             | Národní |
| 6      | Senátor         | Juan Sartori                | Národní |

## Prezidentské nástupnictví
- Během druhé administrativy Julia Maríi Sanguinettiho byl senátor Luis Bernardo Pozzolo dočasně na tři dny prezidentem.[4]
- Během administrativy Josého Mujica byl senátor Alberto Couriel dočasně na jeden den prezidentem.[5]
- Během druhé administrativy Tabarého Vázqueze byla, v prvních dnech června 2018, dočasně prezidentkou senátorka Patricia Ayalaová.[6]